# قابلیت انتقال
قابلیت انتقال عبارت است از امکان (فنی) یا اختیار قانونی برای انتقال اشیا یا اموال از یک شخص حقوقی یا عین حقوقی به دیگری.

## عمومی
قابلیت انتقال بر حوزه‌های موضوعی مختلفی تأثیر می‌گذارد. اشخاص حقوقی می‌توانند اشخاص حقیقی یا حقوقی باشند که قرار است اشیاء یا اموال حقوقی بین آنها منتقل شود. شیء (مشخص حقوقی) در حقوق به عنوان یک اصطلاح عمومی برای اشیاء، دعاوی، حقوق مالکیت معنوی و حقوق مالکیت درک می‌شود، اما برای حقوق شخصیتی و خانوادگی نیست.

## عواقب
قابل انتقال بودن اشیاء قانونی، قابلیت تعویض یا جابجایی آنها را تضمین می‌کند، به طوری که آنها مجبور نیستند به‌طور دائم نزد دارنده حق خود باقی بمانند. این امر بازارپسندی آنها را تضمین می‌کند. نه تنها اقلام فردی، بلکه کل اقلام (ناوگان خودرو) یا دارایی‌ها (خرید شرکت، دارایی‌های ارثی) تحت شرایط خاصی قابل انتقال هستند. اقتصاد فقط از طریق قابلیت انتقال می‌تواند عمل کند، به طوری که در معاملاتی مانند قرارداد خرید می‌توان قیمت (قیمت بازار سهام، قیمت طلا، قیمت نقره، قیمت بازار، ارزش فلز، ارزش ذاتی، ارزش کلکسیونی) را شکل داد.